# Pallacanestro Olimpia Milano 1949-1950
Questa voce raccoglie le informazioni riguardanti la Pallacanestro Olimpia Milano , sponsorizzata Borletti nelle competizioni ufficiali della stagione 1949-1950.

## Verdetti stagionali
- Serie A: 1ª classificata su 14 squadre (21 partite su 26)[1] Vincitrice scudetto  (5º titolo)

## Area tecnica
- Allenatore:  Cesare Rubini[1]

## Roster
- Alessandro Acerbi
- Emilio Baruffi
- Virgilio Beretta
- Romano Crivelli
- Pierluigi Fornasier
- Giovanni Miliani
- Enrico Pagani
- Gianantonio Pegurri
- Cesare Rubini [2]
- Giuseppe Sforza
- Sergio Stefanini
- Luigi Sumberaz